# Juliusz Herman
Juliusz Herman (ur. w 1858, zm. 1 kwietnia 1933 w Warszawie) – polski przedsiębiorca, kolekcjoner sztuki, malarz i muzyk.
Był synem warszawskiego przedsiębiorcy o tym samym imieniu, który zostawił mu w spadku sklep fortepianów oraz firmę spedycyjną prowadzoną przez Juliusza juniora do końca życia. Herman był absolwentem politechniki w Rydze. Oprócz prowadzenia firm, na przełomie XIX/XX w. wraz z grupą innych przedsiębiorców i arystokratów, administrował warszawskimi tramwajami konnymi, przekształcając je w elektryczne. Działał też w Zgromadzenia Kupców m. Warszawy i od 1925 do śmierci kierował nim (jako tzw. starszy). Ponadto miał majątek ziemski w Piasecznicy, a w Warszawie mieszkał przy ul. Świętokrzyskiej 32.
Dzięki własnemu przedsiębiorstwu transportowemu był dobrze sytuowany finansowo i mógł oddawać się swoim pasjom, jakimi było malarstwo i muzyka. W zakresie sztuk pięknych kształcił się u Wojciecha Gersona, zaś w 1887 podjął studia w monachijskiej Akademii Sztuk Pięknych. W 1894 został członkiem Towarzystwa Zachęty Sztuk Pięknych, a od 1904 do 1914 był jego wiceprezesem, ponadto w 1920 r. uzyskał godność członka honorowego. W swoim malarstwie używał głównie technik pastelu i akwarelowej, rzadziej olejnej. Herman stworzył także wartościową prywatną kolekcję ówczesnego malarstwa polskiego.
W zbiorach Muzeum Narodowego w Warszawie są dwa dzieła Hermana, w tym autoportret.
Herman zajmował się też muzyką, m.in. skomponował muzykę do piosenki Lucjana Rydla "Słyszysz Haniu", ponadto był wiolonczelistą - amatorem. Zaangażował się również w powstanie Filharmonii Warszawskiej.
Pochowany został na cmentarzu Powązkowskim.